# Centrum Eksperckie Kontrwywiadu NATO
Centrum Eksperckie Kontrwywiadu Organizacji Traktatu Północnoatlantyckiego – otwarte w Krakowie 19 października 2017 roku centrum na wniosek Polski i Słowacji zajmuje się przede wszystkim prowadzeniem specjalistycznych szkoleń i kursów  zakresie kontrwywiadu wojskowego. Prowadzi kursy, seminaria, konferencje i warsztaty ukierunkowane na kontrwywiad w celu ustanowienia kontrwywiadowczej wspólnoty interesów ze strukturą dowodzenia NATO, strukturą sił NATO i państwami sponsorującymi. CI COE będzie wspierać rozwój, promocję i wdrażanie nowych polityk, koncepcji, strategii i doktryn, które przekształcają i wzmacniają zdolności kontrwywiadowcze NATO oraz interoperacyjność.